# Fibroblaste associé aux cancers

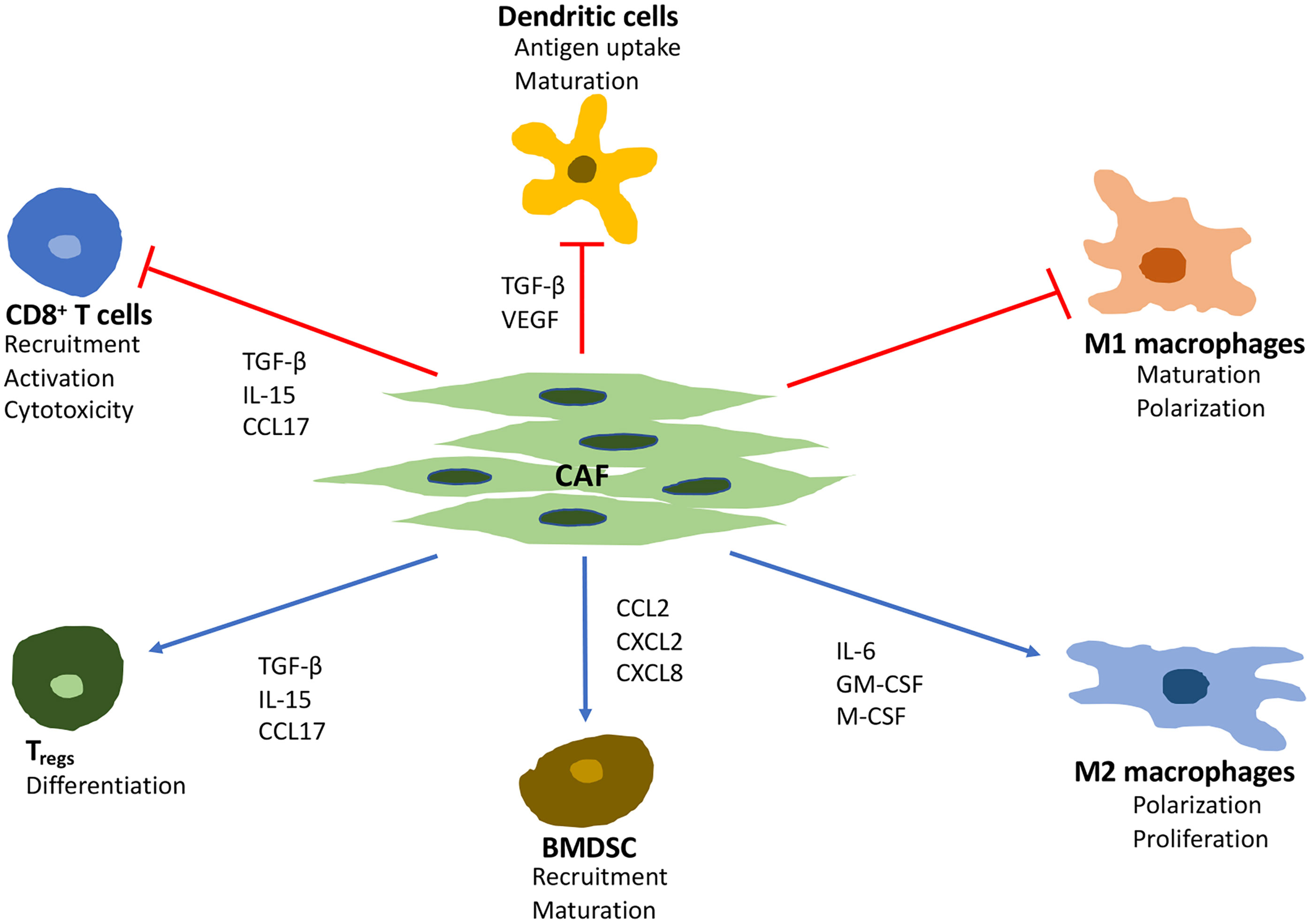
Les effets cellulaires du fibroblaste associée aux cancers

Les fibroblastes associés au cancer  et les macrophages associés aux tumeurs  sont les principales cellules du micro-environnement tumoral dans lesquelles ils exercent souvent des fonctions protumorigènes. Bien que leurs interactions précises restent à élucider, les fibroblastes associés au cancer et les macrophages associés aux tumeurs  modulent fortement la progression de la maladie, la résistance au traitement et les résultats cliniques,,,,,.
Originaires des tissus sains et recrutées dans la circulation, une multitude de cellules non néoplasiques telles que les fibroblastes, les macrophages, les cellules immunitaires et les cellules endothéliales contribuent à la carcinogenèse au sein du micro-environnement tumoral.
Les anticorps, les chimiokines et les ligands de chimiokines qui interfèrent avec les fibroblastes associés au cancer/macrophages associés aux tumeurs sont des cibles hautement prioritaire dans la recherche clinique visant à moduler le micro-environnement tumoral.
Les fibroblastes sont clairement identifiés et caractérisés par leur morphologie allongée, l'absence de marqueurs épithéliaux, endothéliaux, leucocytaires et malins, et la positivité des marqueurs mésenchymateux tels que la vimentine. Dans des circonstances normales, les fibroblastes sont présents en abondance, à l’état dormant, dans les tissus conjonctifs , étant activés de manière transitoire pendant les périodes de remodelage et de réparation des tissus. Ils sont impliqués dans la production de matrice extracellulaire  et la modulation de l'inflammation, ainsi que dans la prolifération et la différenciation des cellules épithéliales.
Les signaux d'activation des fibroblastes bien établis comprennent les médiateurs inflammatoires, le facteur de croissance transformant bêta (TGF-β) et l'acide lysophosphatidique qui augmentent l'activité des facteurs de transcription SMAD et stimulent l'expression de l'actine des muscles lisses alpha (α-SMA) qui transforme le fibroblaste en myofibroblaste). Les fibroblastes activés produisent des chimiokines et des cytokines pour réguler la communication avec d'autres cellules mésenchymateuses, épithéliales et immunitaires. Toutes ces fonctions sont utilisées et améliorées dans le micro-environnement tumoral,.

## Structure et fonctions
Morphologiquement les fibroblastes associés aux tumeurs sont légèrement plus gros, avec des noyaux plus foncés et un cytoplasme ramifié. Les fibroblastes associés aux tumeurs sont présents à tous les stades des tumeurs malignes solides  et leur impact fonctionnel sur la biologie du cancer semble  être similaire pour tous les types de tumeurs . Les fibroblastes associé aux cancers sont le type cellulaire prédominant dans le stroma tumoral et contribuent au micro-environnement tumoral prolifératif, pro-inflammatoire, immunosuppresseur, angiogénique, pro-invasif et pro-métastatique nécessaire à l'évolution et à la progression du cancer . Les médiateurs inflammatoires tels que le facteur de croissance transformant , l'interleukine 1 et l'interleukine 6 produits par les cellules tumorales et les cellules stromales  favorisent l'activation du fibroblaste associé aux tumeurs et contribuent à un profil pro-inflammatoire qui soutient directement la carcinogenèse . Les fibroblastes associés aux tumeurs conduisent la transition épithéliale-mésenchymateuse par laquelle les cellules cancéreuses perdent leur polarité et leurs molécules d'adhésion et acquièrent la motilité nécessaire à la dissémination . Malgré des effets globalement pro-tumorigènes, il semble qu'au début les fibroblastes associés aux tumeurs suppriment les tumeurs, mais qu'à mesure que le cancer évolue, ils se transforment en cellules pro-tumorigènes .

## Fibroblaste associè aux cancers et cellules tumorales circulantes
La présence de fibroblaste associè aux cancers dans la circulation des patients atteints de cancer et leurs niveaux dans le sang périphérique sont en corrélation avec la progression du cancer et un taux de survie très faible. Notamment, les niveaux élevés d’agrégats de fibroblaste associè aux cancers et de cellules tumorales circulantes  dans les échantillons de sang des patients doivent être considérés comme un marqueur important de taux de survie très faibles . Par exemple, les cellules tumorales circulantes ont une plus grande viabilité dans la circulation sanguine lorsqu'ils sont accompagnés de cellules de stroma, ce qui offre également un avantage en termes de survie précoce et de croissance des cellules tumorales au niveau du site métastatique . Voyageant en groupes avec des macrophages, des cellules immunitaires et des plaquettes, le fibroblaste associè aux cancers  soutient, protège et augmente la survie des  cellules tumorales circulantes. Les neutrophiles adjacents peuvent contribuer à la survie des  cellules tumorales circulantes grâce à la suppression de l'activation des leucocytes . Grâce à de fortes adhésions intercellulaires, le fibroblaste associè aux cancers a maintenu la viabilité et la capacité proliférative des cellules tumorales circulantes dans les agrégats cellulaires en présence de niveaux élevés de forces hémodynamiques (> 1 000 dyn/cm2). Ce rôle protecteur a été observé dans le cancer de la prostate, se propageant généralement par les vaisseaux sanguins plutôt que par le système lymphatique .
Comme le micro-environnement tumoral  des cellules tumorales peut se dérouler au sein des clusters, l'association entre les neutrophiles et les cellules tumorales circulantes entraîne la mitose des cellules tumorales et augmente le potentiel métastatique des cellules tumorales circulantes . À leur arrivée dans la niche pré-métastatique, les fibroblastes résidant dans les tissus contribuent à la transition mésenchymateuse-épithéliale. Ainsi, les fibroblastes associès aux cancers sont considérées comme des acteurs clés dans la promotion de la survie du cellules tumorales circulantes .

## Sources
- Cet article est une traduction partielle de Raskov H, Orhan A, Gaggar S and Gögenur I (2021) Cancer-Associated Fibroblasts and Tumor-Associated Macrophages in Cancer and Cancer Immunotherapy. Front. Oncol. 11:668731. doi: 10.3389/fonc.2021.668731